# Dorna
Dorna románul: Dorna, falu Romániában, Erdélyben, Kolozs megyében.

## Fekvése
Páncélcseh szomszédjában fekvő település.

## Története
Dorna nevét 1550-ben említette először oklevél p. Dorna néven. Későbbi névváltozatai: 1837-ben pr. Dorna, 1861-ben Dornamező praedium.
Nagyesküllő, Magyarfodorháza és Szentkatolnadorna községrészeiből alakult település. 1956-ig Dorna Páncélcseh tartozéka, ekkor vált külön 247 lakossal. 1966-ban 256, 1977-ben 176, 1992-ben 75, a 2002-es népszámláláskor 81 román lakosa volt.